# Kanton Plaintel
 Plaintel    is een kanton van het Franse departement Côtes-d'Armor. Het kanton maakt deel uit van het arrondissement Saint-Brieuc.  

In 2020 telde het 19.699 inwoners.

Het kanton werd gevormd ingevolge het decreet van 13 februari 2014 met uitwerking op 22 maart 2015, met  Plaintel als hoofdplaats.

## Gemeenten
Het kanton omvatte 10 gemeenten bij zijn vorming.
Op 1 januari 2016 werden de gemeenten L'Hermitage-Lorge en Plœuc-sur-Lié samengevoegd tot de fusiegemeente (commune nouvelle) Plœuc-L'Hermitage.
Sindsdien omvat het kanton volgende 9 gemeenten:
- Le Bodéo
- Hénon
- Montcontour
- Plaintel
- Plémy
- Plœuc-L'Hermitage
- Quessoy
- Saint-Carreuc
- Trédaniel